# Joaquin Hawks
Joaquin Hawks és un personatge de ficció, creat per l'escriptor estatunidenc Bill S. Ballinger.
És agent de la C.I.A., i l'autor desenvolupà les seves aventures en una sèrie de cinc novel·les, majoritàriament ambientades al Sud-est asiàtic. Les obres estàn molt influenciades per l'ambient de guerra freda de l'època en què van ser escrites (mitjans de la dècada de 1960), i per la popularitat que en aquella època estaven assolint altres sèries d'espies, com James Bond.
Hawks és fill de pare indi, de la tribu Nez percés, i mare espanyola. Degut a aquesta ascendència, la pell de Hawks és un to bronze. Això, juntament a un nas prim i de pont alt, rostre prim, cabell de banús i ulls foscos li donen un toc natural quan està disfressat, ja que pot, amb un maquillatge relativament menor, passar per un gran nombre de nacionalitats i orígens ètnics.
Com agent de la C.I.A., treballa a la sucursal de Los Angeles, i el seu cap i amic és en Burke.
Quan no treballa com a agent, molt sovint torna a la llar de la seva gent nativa, a la reserva Lapwai (Idaho). Va ser allà on de petit va aprendre a rastrejar i caçar qualsevol tipus de presa.

## Obres
- The Spy in the Jungle. 1965.
- The Chinese Mask. 1965.
- The Spy in Bangkok. 1965.
- The Spy at Angkor Wat. 1966.
- The Spy in the Java Sea. 1966.